# Casinaria tikari
Casinaria tikari är en stekelart som beskrevs av Maheshwary och Gupta 1977. Casinaria tikari ingår i släktet Casinaria och familjen brokparasitsteklar. Inga underarter finns listade.